# Biszalama
Biszalama (arab. بشلاما) – miejscowość w Syrii, w muhafazie Latakia. W 2004 roku liczyła 1019 mieszkańców.